# Balsfjord
Gmina Balsfjord (norw. Balsfjord kommune) – norweska gmina leżąca w regionie Troms. Jej siedzibą jest miasto Storsteinnes.
Balsfjord jest 53. norweską gminą pod względem powierzchni.

## Demografia
Według danych z roku 2005, gminę zamieszkuje 5560 osób. Gęstość zaludnienia wynosi 3,72 os./km². Pod względem zaludnienia Balsfjord zajmuje 178. miejsce wśród norweskich gmin.
| ludność stan na 1 stycznia 2005 |         |           |       |
|                                 | kobiety | mężczyźni | razem |
| osób                            | 2877    | 2683      | 5560  |
| %                               | 51,74%  | 48,26%    | 100%  |

| wykształcenie stan na 1 października 2004 |            |         |        |          |
|                                           | podstawowe | średnie | wyższe | nieznane |
| osób                                      | 1444       | 2491    | 460    | 52       |
| %                                         | 32,47%     | 56,02%  | 10,34% | 1,17%    |

## Edukacja
Według danych z 1 października 2004:
- liczba szkół podstawowych (norw. grunnskolar): 6
- liczba uczniów szkół podst.: 740

## Władze gminy
Według danych na rok 2011 administratorem gminy (norw. rådmann) jest Hogne Eidissen, natomiast burmistrzem (norw. ordfører, d. borgermester) jest Gunda Pauline Johansen.